# Dolní Líštná
Dolní Líštná (pol.: Leszna Dolna, něm.: Nieder Lischna) je místní část, která se nachází ve východní části Statutárního města Třince. Touto částí prochází silnice II/476. V roce 2009 zde bylo evidováno 405 adres. V roce 2001 zde trvale žilo 4888 obyvatel. V této části se nachází nemocnice a sídliště Sosna, kde žije většina obyvatel. K dalším lokalitám patří Folvark, kde se nachází městský hřbitov s obřadní síni, katolický kostel svatého Alberta s farou a starší zástavba bytových domů nižší kategorie, a dále tzv. fašistovská kolonie s podobnou výstavbou domů jako na Folvarku. Část Dolní Líštné, kudy protéká potok Líštnice a směrem k místním částem Horní Líštná, Kojkovice a Osůvky, je zastavěna rodinnými domy.
Dolní Líštná je také název katastrálního území o rozloze 4,8 km2.
Původně samostatná obec Dolní Líštná byla k městu Třinec připojena v roce 1946. Podle rakouského sčítání lidu z roku 1910 měla Dolní Líštná 1632 obyvatel, z toho 1599 trvale registrovaných, 1556 (97,3 %) polsky, 28 (1,7 %) německy a 15 (0,9 %) česky mluvicích, 808 (49,5 %) bylo katolíků, 806 (49,4 %) evangeliklů a 18 (1,1 %) stoupenců judaismu. V roce 1939 měla obec Dolní Líštná 2435 obyvatel, k slezské národnosti se tehdy přihlásilo 1525, k polské národnosti 700, k české 36 a k německé 172 obyvatel.

## Název
Původní podoba jména vesnice Léščná byla ženský rod přídavného jména s významem "lískový". Pojmenování vyjadřovalo polohu vesnice v blízkosti lískových porostů. Ze starší doby jsou doloženy přívlastky Svessonis ("Svessonova") a Německá (1475).

## Osobnosti
- Ludwik Cienciała, aktivista PZKO, lidový vyprávěč ps. Maciej

## Pamětihodnosti obětem 2. světové války
- 1 Památník (Třinec-Dolní Líštná) obětem 2. světové války na stránkách ministerstva obrany Archivováno 9. 7. 2018 na Wayback Machine.
- 2 Památník (Třinec-Dolní Líštná) obětem 2. světové války na stránkách ministerstva obrany Archivováno 9. 7. 2018 na Wayback Machine.
- 3 Památník (Třinec-Dolní Líštná) obětem 2. světové války na stránkách ministerstva obrany Archivováno 9. 7. 2018 na Wayback Machine.